# Cistus asper
Cistus asper är en solvändeväxtart som beskrevs av Jean-Pierre Demoly och R.Mesa. Cistus asper ingår i släktet Cistus och familjen solvändeväxter. Inga underarter finns listade i Catalogue of Life.